# Teorema de Parseval
Em matemática, Teorema de Parseval comumente se refere ao resultado que a transformada de Fourier é operador unitário; vagamente, que a soma (ou integral) do quadrado de uma função é igual a soma (ou integral) do quadrado de sua transformada. Isto se origina de um teorema de 1799 sobre séries matemáticas por Marc-Antoine Parseval, que foi aplicado posteriormente na série de Fourier.
Ainda que o termo Teorema de Parseval seja frequentemente usado para a unicidade de qualquer transformada de Fourier, especialmente em física e engenharia, sua forma mais geral desta propriedade é mais propriamente chamada Teorema de Plancherel.

## Histórico do teorema
O teorema original, posto de uma forma moderna pode ser escrito como a seguir. Suponha que tenhamos duas séries:
{\displaystyle A(z)=\sum _{n=-\infty }^{\infty }a_{n}z^{n}\,}
{\displaystyle B(z)=\sum _{n=-\infty }^{\infty }b_{n}z^{n}}
em alguns coeficientes {\displaystyle a_{n}} e {\displaystyle b_{n}} (aqui tomados como números complexos, ainda que Parseval aparentemente só considerasse números reais com coeficientes iniciando em n=0). Aqui nós desconsideramos a questão de quando a série converge.
O teorema estabelece:
{\displaystyle \sum _{n=-\infty }^{\infty }a_{n}b_{n}^{*}={\frac {1}{2\pi }}\int _{-\pi }^{\pi }A(e^{i\phi })B(e^{i\phi })^{*}d\phi \,}
aqui i é a unidade imaginária e * denota conjugação complexa. Parseval apresentou o teorema sem prová-lo, considerando que era óbvio.
Existem vários casos especiais importantes deste teorema, Primeiro , para A e B a mesma série, podemos obter:
{\displaystyle \sum _{n=-\infty }^{\infty }|a_{n}|^{2}={\frac {1}{2\pi }}\int _{-\pi }^{\pi }|A(e^{i\phi })|^{2}d\phi \,}
de cuja unicidade da série de Fourier se segue, aqui {\displaystyle a_{n}} corresponde ao coeficiente da série de Fourier {\displaystyle F_{n}} da função {\displaystyle f(x)=A(e^{ix})}.
Em particular, sempre consideramos apenas a série de Fourier para valores reais (ou A e B para todo φ), o que corresponde ao caso especial: {\displaystyle a_{0}} real, {\displaystyle a_{-n}=a_{n}^{*}}, {\displaystyle b_{0}} real, e {\displaystyle b_{-n}=b_{n}^{*}}.Neste caso:
{\displaystyle a_{0}b_{0}+2\Re \sum _{n=1}^{\infty }a_{n}b_{n}^{*}={\frac {1}{2\pi }}\int _{-\pi }^{\pi }A(e^{i\phi })B(e^{i\phi })d\phi \,}
aqui {\displaystyle \Re } denota a parte real.(Na notação do artigo Série de Fourier, troque {\displaystyle a_{n}} e {\displaystyle b_{n}} por {\displaystyle a_{n}/2-ib_{n}/2}.) /O autor se refere ao artigo em inglês nota do tradutor/

## Interpretação moderna
Em física e engenharia, o teorema de Parseval é comumente escrito como:
{\displaystyle \int _{-\infty }^{\infty }|x(t)|^{2}dt=\int _{-\infty }^{\infty }|X(2\pi f)|^{2}df}
aqui {\displaystyle X(f)={\mathcal {F}}\{x(t)\}} representa a transformada de Fourier continua de x(t) e f representa o componente da freqüencia (em Hertz) de x.
A interpretação desta forma do teorema é que a energia total do sinal contido na forma de onda x(t) somada ao longo do tempo total t é igual ao total da energia do forma de onda da transformada de Fourier X(f) somada através de todas as suas componentes de freqüência f.Ainda que provemos de forma puramente matemática, ela estabelece um importante princípio da física a conservação de energia.
Para sinais de tempo discretos (discrete time signal), o teorema segue como:
{\displaystyle \sum _{n=-\infty }^{\infty }|x[n]|^{2}={\frac {1}{2\pi }}\int _{-\pi }^{\pi }|X(e^{j\phi })|^{2}d\phi }
aqui X é o valor da transformada de Fourier de tempo discreto (DTFT) e φ representa a frequência angular (em radianos por exemplo) de x.
De forma alternativa, a transformada discreta de Fourier (DFT), a relação se segue:
{\displaystyle \sum _{n=0}^{N-1}|x[n]|^{2}={\frac {1}{N}}\sum _{k=0}^{N-1}|X[k]|^{2}}
aqui X[k] é a DFT de x[n], ambos de comprimento N.

### Prova do Teorema
A notação adotada é:
 {\displaystyle f(t)} uma função real e integrável qualquer;

{\displaystyle F(w)={\mathcal {F}}\left\{f(t)\right\}};

{\displaystyle i^{2}=-1}

Observe que podemos expressar {\displaystyle f(t)} como a Transformada Inversa de Fourier de {\displaystyle F(w)}

{\displaystyle f(t)={\mathcal {F}}^{-1}\left\{F(w)\right\}={\frac {1}{2\pi }}\int _{-\infty }^{\infty }F(w)e^{iwt}dw}

Partimos do primeiro termo do teorema, e utilizando o fato de {\displaystyle f(t)} ser uma função real, podemos reescreve-lo como:

{\displaystyle \int _{-\infty }^{\infty }|f(t)|^{2}dt=\int _{-\infty }^{\infty }f(t)f(t)dt=}

Substituindo um {\displaystyle f(t)} pela sua expressão equivalente, resultante de sua transformada inversa de Fourier, obtemos: 

{\displaystyle =\int _{-\infty }^{\infty }f(t)\left[{\frac {1}{2\pi }}\int _{-\infty }^{\infty }F(w)e^{iwt}dw\right]dt=}

Como {\displaystyle f(t)} é constante em relação à {\displaystyle w}, podemos move-lo para dentro da integral em {\displaystyle w}:

{\displaystyle ={\frac {1}{2\pi }}\int _{-\infty }^{\infty }\int _{-\infty }^{\infty }F(w)f(t)e^{iwt}dwdt=}

Pelo Teorema de Fubini, iremos inverter a ordem de integração na integral dupla:

{\displaystyle ={\frac {1}{2\pi }}\int _{-\infty }^{\infty }\int _{-\infty }^{\infty }F(w)f(t)e^{iwt}dtdw=}

Como {\displaystyle F(w)} é constante em {\displaystyle t}, avançaremos o removendo da integral em {\displaystyle w}:

{\displaystyle ={\frac {1}{2\pi }}\int _{-\infty }^{\infty }F(w)\left[\int _{-\infty }^{\infty }f(t)e^{iwt}dt\right]dw=}

A expressão entre colchetes é o Complexo Conjugado da Transformada de Fourier de {\displaystyle f(t)}, representado por: {\displaystyle F(w)^{*}}

{\displaystyle ={\frac {1}{2\pi }}\int _{-\infty }^{\infty }F(w)F(w)^{*}dw={\frac {1}{2\pi }}\int _{-\infty }^{\infty }|F(w)|^{2}dw}

Assim, está provado o Teorema de Parseval para uma {\displaystyle f(t)} real e integrável:

{\displaystyle \int _{-\infty }^{\infty }|f(t)|^{2}dt={\frac {1}{2\pi }}\int _{-\infty }^{\infty }|F(w)|^{2}dw}